# Bill Estabrooks
William Irvine Estabrooks (Sackville, Nuevo Brunswick; 26 de julio de 1947 – Edmonton, Alberta; 4 de junio de 2024)fue un educador y político canadiense de Nueva Escocia.

## Primeros años
Originario de Sackville, Nuevo Brunswick, Estabrooks asistió a la Mount Allison University, donde se graduó en 1969. Encontró empleo como maestro en las comunidades alrededor de Halifax, Nueva Escocia, residiendo en la comunidad suburbana de Upper Tantallon. Estabrooks enseñó en varias escuelas en Halifax, incluyendo Sir John A. Macdonald High, Sackville High y Brookside Junior High. Participó en capítulos locales del Lions Club y también fue voluntario con equipos locales de hockey sobre hielo y fútbol canadiense. También recibió el Premio de Reconocimiento del Presidente Internacional de Lions y la Medalla de Valentía del Gobernador General.
En 2015, el Centro Comunitario de Hubley fue nombrado Estabrooks Community Hall en honor a Bill Estabrooks por sus años de dedicación a la comunidad.

## Carrera política
Estabrooks se postuló para la nominación del Partido Nuevo Demócrata de Nueva Escocia en el distrito de Timberlea-Prospect en 1998. Fue elegido en las elecciones de Nueva Escocia de 1998 y fue reelegido posteriormente en las de 1999, 2003, 2006 y 2009.
Estabrooks fue nombrado miembro del Consejo Ejecutivo de Nueva Escocia en junio de 2009, donde se desempeñó como Ministro de Transporte y Renovación de Infraestructura y Ministro de Energía hasta su renuncia al gabinete en mayo de 2012.

## Vida posterior y muerte
El 10 de septiembre de 2010, Estabrooks anunció que había sido diagnosticado con enfermedad de Parkinson en noviembre de 2008. Continuó sirviendo en el gabinete hasta su renuncia el 30 de mayo de 2012. Estabrooks también anunció su decisión de no buscar la reelección en las próximas elecciones provinciales debido a sus problemas de salud.
Estabrooks se trasladó a Edmonton alrededor de 2019 para estar más cerca de su familia, donde residió en un hogar de cuidados. Falleció allí el 4 de junio de 2024, a la edad de 76 años.